# Monsta X
Monsta X (coréen : 몬스타엑스, stylisé MONSTA X) est un boys band de K-pop sud-coréen, originaire de Séoul. Il est formé par l'agence Starship Entertainment, lors de l'émission musicale NO.MERCY, et en activité depuis le 14 mai 2015. Le groupe est composé à l'origine de sept membres : Shownu, Minhyuk, Kihyun, Hyungwon, Joohoney, Wonho et I.M. En 2019, Wonho annonce quitter le groupe.

## Biographie

### Débuts (2014–2015)

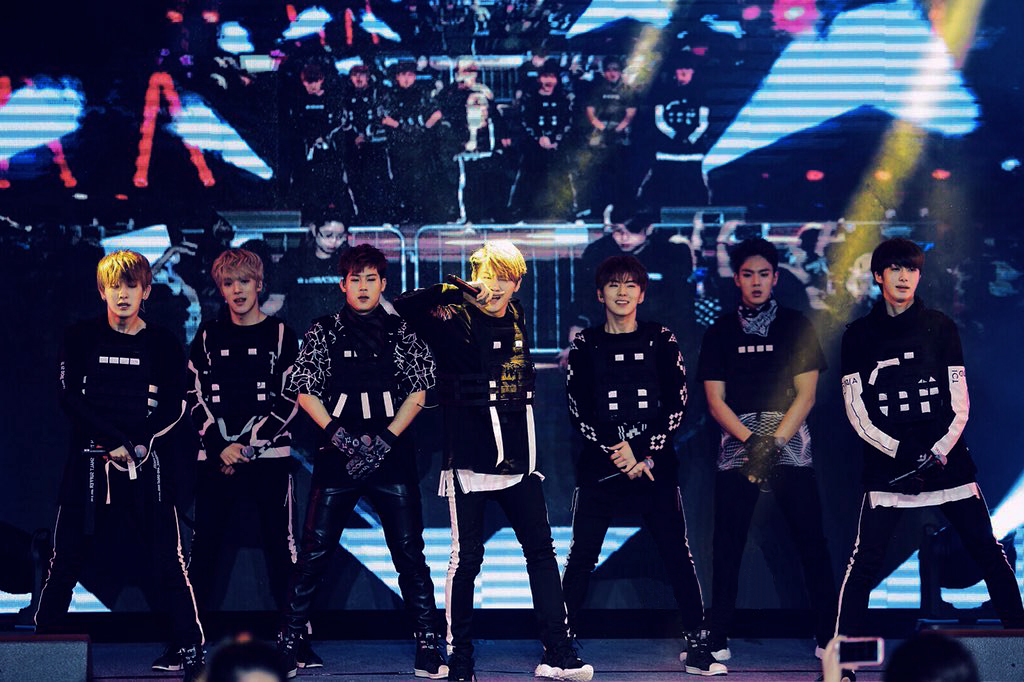
Monsta X en 2015.

Le nom du groupe est une contraction entre Monster, qui signifie que le groupe est un monstre prêt à conquérir la scène K-pop, Mais également le possessif mon en français et star.. Le X signifie l'inconnu dans l'industrie musicale.
En novembre 2014, la chaîne de télévision Mnet en collaboration avec l'agence sud-coréenne Starship Entertainment, lancent un nouveau programme musical intitulé NO.MERCY pour aider Starship à créer son nouveau boys band,. Ce programme, composé de dix épisodes, est diffusé pour la première fois le 10 décembre 2014, dévoilant ainsi les douze stagiaires de Starship Entertainment, en compétition les uns avec les autres pour gagner leur place au sein du futur boys band de l'agence. Le but de l'émission est le suivant : chaque semaine, les stagiaires de l'agence, coachés par de grands artistes de Starship Entertainment, doivent réaliser des performances individuelles ou en groupe devant un jury qui établira par la suite un classement général des stagiaires, permettant l'élimination des stagiaires les moins bien notés au fur et à mesure de l'avancement de l'émission. Le dernier épisode de NO.MERCY est diffusé le 11 février 2015 et c'est à l'issue de cet épisode que les noms des sept stagiaires sélectionnés sont annoncés.

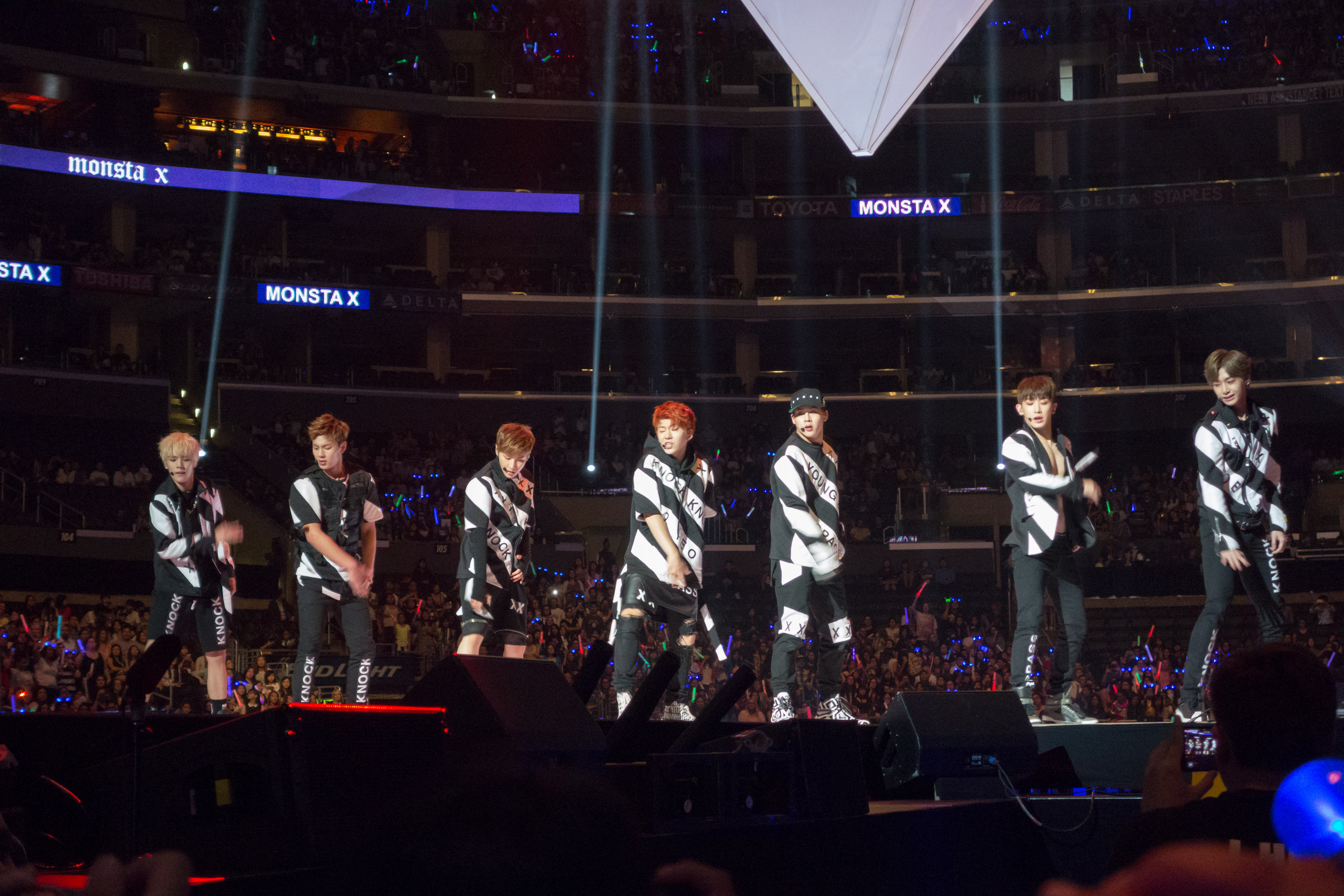
Monsta X au KCON 2015 à Los Angeles.

Avant leurs débuts officiels, le groupe est séparé en deux pour interpréter des singles avec des chanteurs connus : Shownu, Minhyuk et Hyungwon accompagnés d'anciens trainees, en featuring avec Nochang, Vasco et Junggigo sur Hieut, dont le clip vidéo est sorti le 26 février 2015 ; et Wonho, Kihyun, Jooheon, I.M sur 0 (YOUNG) en featuring avec Giriboy, Mad Clown, Jooyoung, sorti le 4 février 2015. En parallèle, Kihyun et Jooheon ont sorti une chanson intitulée Attracted Woman en mai 2015, pour le drama Orange Marmalade. Le groupe débute officiellement le 14 mai 2015 avec le titre hip-hop/electro-pop Tresspass, issu de leur premier mini-album homonyme. Le même jour, ils commencent leur promotion sur scène au M! Countdown. L'agence Starship, pour faire mieux connaître les membres du groupe, crée une émission intitulée DeokspatchX (덕스패치X) en juin 2015, mettant en scène les jeunes chanteurs face à des défis et challenges humoristiques.
Le 7 septembre, le groupe revient avec son second mini-album baptisé Rush accompagné du clip vidéo du titre principal du même nom. Le 1eroctobre sort le clip de la chanson Hero, figurant également dans le mini-album.

### The Clan Part.1 LostetThe Clan Part.2 Guilty(2016–2017)
Le troisième EP de Monsta X nommé The Clan Part. 1 'LOST' sort le 18 mai 2016 avec le clip vidéo du titre principal All In,. L'album se place 5e du classement d'albums mondiaux du Billboard et y restera pendant deux semaines consécutives. Toutes les places pour le premier concert en direct du groupe, MONSTA X THE FIRST LIVE "X CLAN ORIGINS", sont vendues en moins de cinq minutes,.
En août, Monsta X et un autre groupe de leur label, Cosmic Girls, ont créé la Y-Teen, une unité spéciale qui promouvra pour KT et qui sortira des titres ensemble. L'unité débute le 6 août avec le clip vidéo de Do Better. Le 7 août, le groupe sort le clip vidéo de Stuck, issu de leur album The Clan Pt.1 'LOST' , comme un cadeau spécial pour leurs fans,. Toutes les places pour leur première rencontre avec leurs fans en Thaïlande sont vendues en trois minutes. Monsta X revient le 4 octobre avec son quatrième mini-album et la seconde partie de la série The Clan, nommé The Clan 2.5 Pt. 2 'GUILTY'. L'album est publié avec le clip vidéo du titre principal, Fighter.

### The Clan Part 2.5,World TouretDramarama(2017–2018)
En mars 2017, Monsta X participe au KCON de Mexico. C'est également en mars 2017 que sort le premier album complet de Monsta X, nommé The Clan Part 2.5 The Final Chapter : Beautiful. Cet album constitue le dernier album du groupe, complétant la série des mini-albums The Clan. La piste principale de l'album est Beautiful, son clip est d'ailleurs mis en ligne sur YouTube le 21 mars. L'album entre immédiatement dans le top 10 des albums les plus vendus, classé par Billboard et parvient même à se hisser en première position des ventes aux États-Unis.
La Starship Entertainment annonce les débuts de Monsta X sur le marché japonais avec un teaser de Hero, une chanson figurant déjà dans leur premier album Rush, cette fois-ci en version japonaise. Les débuts japonais du groupe sont prévus initialement pour mai 2017.
Le 2 juin 2017, le compte twitter officiel de Monsta X annonce leur comeback, avec le repackage de Beautiful intitulé Shine Forever, et prévu pour le 19 juin 2017. Le lendemain, le compte révèle cette fois-ci le programme des deux semaines suivantes jusqu'à la sortie de l'album. Ainsi, à partir du 4 juin, 14 photos officielles des membres sont révélées (deux par jour). Le 14 juin 2017 est révélé le teaser du futur M/V du titre Shine Forever et le 19 juin 2017 à 10 heures (heure française) le MV de Shine Forever est révélé sur leur chaine Vlive et la chaine youtube officielle starshiptv[pertinence contestée]. Ce repackage comprend également une nouvelle chanson; Gravity[source secondaire souhaitée].
Monsta X annonce également une série de concerts se déroulant tout au long de l'été 2017 à travers le monde, dans le cadre de sa première tournée mondiale intitulée MONSTA X THE FIRST WORLD TOUR BEAUTIFUL. Le groupe commence sa tournée à Hong Kong le 8 juillet 2017 puis se produit aux États-Unis en passant par Chicago le 12 juillet, à New York le 14 juillet, à Atlanta le 16 juillet, à Dallas le 19 juillet, à San Francisco le 21 juillet et se produit deux fois à Los Angeles le 23 et 24 juillet. Par la suite, le groupe se produit dans la capitale thaïlandaise de Bangkok le 29 juillet. Comme l'avait annoncé, le 15 juin 2017, MyMusicTaste, un service en ligne permettant aux fans de musique du monde entier d’organiser le concert de leurs artistes favoris; c'est grâce aux très nombreux votes des fans européens sur internet que Monsta X effectue une succession de concert en Europe dans le cadre de sa tournée: MONSTA X THE FIRST WORLD TOUR BEAUTIFUL IN EUROPE, en passant par l'Olympia à Paris le 9 août 2017, par le tempodrom de Berlin le 11 août 2017 puis au Stadium Live Club de Moscou le 13 août 2017. Monsta X termine sa grande tournée mondiale en passant par l'Indonésie, le 2 septembre 2017. Pour l'anniversaire des deux ans du fanclub Monbebe, ils dévoilent un clip spécial pour leur chanson dédiée à leurs débuts et à leurs fans, 5:14. Le 28 septembre 2017, leur compte Twitter officiel, leur fancafe et leur chaine Vlive annoncent un retour avec un nouvel EP, prévu pour novembre 2017[pertinence contestée]. Le lendemain, la date officielle du retour, ainsi qu'un show prévu pour ce dernier, est annoncé : le 7 novembre 2017 au Jangchung Arena de Séoul. Le 15 octobre 2017, le programme à venir pour le comeback est révélé, les premières informations à propos de ce nouvel album étant prévues pour le 17 octobre 2017.
Les premiers teasers intitulés Piece of Protocole Terminal #1 et #2 sortent respectivement le 17 et 19 octobre 2017 à 22h (KST). Du 23 au 29 octobre 2017 à 22h (KST), une photo teaser individuelle est révélée par jour, accompagné du titre de la piste principale : Dramarama (드라마라마). La photo de Kihyun est d'abord révélée, puis celles de Jooheon, Shownu, Wonho, Minhyuk, I.M et enfin Hyungwon. Elles sont suivies, du 30 octobre 2017 au 1er novembre 2017, par de nouvelles photos teasers portant le nom de Protocole Terminal Scene #1, #2 et #3. Dans la continuité du Protocole Terminal Scene #3, une vidéo teaser surprise, intitulée Protocole Terminal Scene, est mise en ligne à 23h (KST). Le lendemain, la tracklist est révélée au public, ainsi que de nouvelles photos teasers surprise, suivies le 3 novembre 2017 du teaser du futur MV; Dramarama. Le 5 novembre 2017 est révélé la preview de l'album et le lendemain, les membres du groupe révèlent leur cinquième mini-album: THE CODE. Enfin, le 7 novembre 2017 à 18 heures (KST), le MV Dramarama est mis en ligne sur la chaine Youtube "starshiptv" et sur la chaine Vlive du groupe,.
Le 14 novembre 2017, ils remportent leur premier trophée lors d'une émission musicale, The Show, diffusée sur SBS MTV, avec la piste principale du mini-album THE CODE, intitulée Dramarama. Le 25 novembre 2017, ils remportent le Mnet Asian Music Award for Best Concert Performer et en décembre 2017, ils remportent l'International K-Music Award for Best EU Concert.

### Spotlight, PIECE, secondWorld TouretThe Connect(depuis 2018)
Le premier single original japonais de Monsta X, Spotlight, sort virtuellement le 9 janvier 2018 et physiquement le 31 janvier 2018. Le single contient également la version japonaise de Shine Forever. Le 13 février 2018, une vidéo mystère est mise en ligne sur le twitter japonais officiel du groupe, annonçant une information prévue pour le 14 février 2018 à 18 heures (KST). Le lendemain, à l'heure prévue, et toujours sur le compte twitter japonais, le groupe annonce en vidéo la sortie de leur tout premier album complet japonais, PIECE, prévue pour le 25 avril 2018. Le 18 février 2018, le twitter officiel du groupe, ainsi que la chaîne youtube starshiptv révèle le teaser d'un M/V de I.M pour l'une de ses pistes qui rejoint son projet de Mixtape ,. Le M/V est mis en ligne deux jours plus tard le 20 février 2018,.
Le 22 février 2018, le groupe annonce un second World Tour, et les dates pour leur passage aux États-Unis et à Bangkok sont annoncées respectivement le 27 février et le 1er mars 2018. Le 4 mars 2018, ils annoncent cette fois-ci leur nouvel album coréen, prévu pour fin mars; The Connect. Le 6 mars 2018, le programme du comeback est annoncé, Monsta X reviendra donc le 26 mars 2018.L'album en question contient 7 chansons avec comme chanson phare le titre Jealousy.
Le 25 avril 2018, le groupe sort son premier album japonais intitulé Piece avec comme chanson phare le titre Puzzle. Piece atteint la première place du Tower Records’ chart, et la troisième place de l'Oricon ainsi que du Billboard japonais.
Le 22 octobre 2018, le groupe sort de nouveau un album coréen Take.1, avec comme titre phare Shoot Out et le 18 février 2019, un nouvel album Take.2 avec le titre Alligator. En février 2019, Monsta X annonce également que Jooheon changeait de nom de scène pour se faire appeler Joohoney, et cela à partir de leur prochain comeback. En mars, Monsta X fait une collaboration pour une version anglaise de leur titre Play It Cool avec le producteur Steve Aoki[source secondaire souhaitée].
Le groupe signera également un nouveau contrat de cinq ans avec Litmus en tant que modèles[source secondaire souhaitée]. Leur compagnie, Starship, annonce une nouvelle tournée mondiale avec au total 12 pays et 18 villes, en faisant leur tournée la plus importante[source secondaire souhaitée].
Le 27 mai, Monsta X est apparu dans un épisode de la série Ours pour un et un pour t'ours[pertinence contestée].
Le 28 mai 2019, ils signent avec Epic Records pour leurs titres en anglais et leur diffusion en dehors de la Corée du Sud. Le 14 juin, leur nouvelle chanson appelée Who Do U Love? en featuring avec French Montana. Le 20 septembre, Will.i.am sort un remix de la chanson[source secondaire souhaitée].
Le 27 septembre, le groupe est annoncé comme faisant partie du IHeartRadio Jingle Ball Tour. C'est leur seconde apparition sur la tournée, cependant, ils seront le premier groupe de K-pop à y jouer. Ils seront les têtes d'affiches pour trois villes : Minneapolis le 9 décembre, Philadelphie le 11 décembre et New York le 13 décembre.
Le 4 octobre, ils sortent leur nouvelle chanson Someone's someone, co-écrite par les membres de Before You Exit et Shownu[source secondaire souhaitée].
Le 10 octobre, le premier teaser de la nouvelle chanson Find You issue de l'album Follow : Find You. Le clip sort le 22 octobre, révélant par la même occasion l'une des chansons de l'album. Un nouveau teaser pour l'album complet sort le 27 octobre. L'album ainsi que le clip de Follow sortent le lendemain, le 28 octobre.
Le 31 octobre, le chanteur Wonho annonce quitter le groupe, dans une lettre publiée sur le site Soompi. Ce départ est plus tard confirmé par Starship Entertainment dans un communiqué. Cette annonce fait suite à la polémique déclenchée quelques jours plus tôt par l'actrice Jung Da Eun, qui avait affirmé sur les réseaux sociaux que Wonho lui aurait emprunté 30 millions de wons (environ 23 000 €), qu'il n'aurait jamais remboursés. Des fans expriment leur désarroi sur les réseaux sociaux et entreprennent des initiatives pour s'opposer à ce départ : certains se déplacent au siège de la Starship Entertainment à Séoul, et y collent des post-its demandant le retour du chanteur; une pétition est également mise en ligne, ayant atteint plus de 300 000 signatures en date du 2 novembre 2019; et enfin, plus de 20 000 $ sont récoltés pour louer un billboard à Times Square.
Au début de l'année 2020, ils sortent leur premier album intégralement en anglais.

## Fan club et lightstick
Durant une de leurs vidéos Vlive de 2016, ils annoncent que le fan club portera le nom de Monbebe (le « Mon » dérivant directement de leur nom « Monsta X » mais également du français « mon bébé »), stylisé MBMX (Monbebes + Monsta X) mais que les fans ont tendance à styliser MXM (Monsta X + Monbebes).
Le 14 mai 2017, pour l’anniversaire du groupe, Monsta X révèle, sur leur compte Twitter et via une vidéo Vlive, leur lightstick officiel. 

## Membres

### Membres actuels
| Nom de scène | Nom de scène | Nom de naissance | Nom de naissance | Date de naissance | Nationalité  | Position                                                              |
| Romanisé     | Coréen       | Romanisé         | Coréen           | Date de naissance | Nationalité  | Position                                                              |
| ------------ | ------------ | ---------------- | ---------------- | ----------------- | ------------ | --------------------------------------------------------------------- |
| Shownu       | 셔누         | Son Hyun-woo     | 손현우           | 18 juin 1992      | Sud-coréenne | Leader, danseur principal, chanteur secondaire, hyung (le plus vieux) |
| Minhyuk      | 민혁         | Lee Min-hyuk     | 이민혁           | 3 novembre 1993   | Sud-coréenne | Chanteur, danseur, visuel                                             |
| Kihyun       | 기현         | Yoo Ki-hyun      | 유기현           | 22 novembre 1993  | Sud-coréenne | Chanteur principal, danseur                                           |
| Hyungwon     | 형원         | Chae Hyung-won   | 채형원           | 15 janvier 1994   | Sud-coréenne | Danseur secondaire, chanteur, visuel                                  |
| Joohoney     | 주헌         | Lee Jo-heon      | 이주헌           | 6 octobre 1994    | Sud-coréenne | Rappeur principal, chanteur, danseur                                  |
| I.M          | 아이엠       | Im Chang-kyun    | 임창균           | 26 janvier 1996   | Sud-coréenne | Rappeur secondaire, danseur, maknae (le plus jeune)                   |

### Ancien membre
| Nom de scène | Nom de scène | Nom de naissance | Nom de naissance | Date de naissance | Nationalité  | Position                  |
| Romanisé     | Coréen       | Romanisé         | Coréen           | Date de naissance | Nationalité  | Position                  |
| ------------ | ------------ | ---------------- | ---------------- | ----------------- | ------------ | ------------------------- |
| Wonho        | 원호         | Lee Ho-seok      | 이호석           | 1er mars 1993     | Sud-coréenne | Chanteur, danseur, visuel |

## Discographie

### Albums coréens
| Année                                                               | Titre                                         | Détails                                                                | Classements | Classements | Classements | Ventes                |
| Année                                                               | Titre                                         | Détails                                                                | COR         | JAP         | USA World   | Ventes                |
| ------------------------------------------------------------------- | --------------------------------------------- | ---------------------------------------------------------------------- | ----------- | ----------- | ----------- | --------------------- |
| 2015                                                                | Trespass (1er mini-album)                     | - Date de sortie : 14 mai 2015 - Label : Starship Entertainment        | 5           | —           | —           | COR : plus de 37 000  |
| 2015                                                                | Rush (2e mini-album)                          | - Date de sortie : 7 septembre 2015 - Label : Starship Entertainment   | 3           | —           | —           | COR : plus de 69 700  |
| 2016                                                                | The Clan Pt.1: Lost (3e mini-album)           | - Date de sortie : 18 mai 2016 - Label : Starship Entertainment        | 3           | 37          | 5           | COR : plus de 97 600  |
| 2016                                                                | The Clan Pt.2: Guilty (4e mini-album)         | - Date de sortie : 4 octobre 2016 - Label : Starship Entertainment     | 2           | 30          | 3           | COR : plus de 100 000 |
| 2017                                                                | The Clan Pt.2.5: Beautiful (1er album studio) | - Date de sortie : 21 mars 2017 - Label : Starship Entertainment       | 2           | 26          | 1           | COR : plus de 140 000 |
| 2017                                                                | Shine Forever (réédition)                     | - Date de sortie : 19 juin 2017 - Label : Starship Entertainment       | 1           | —           | 10          | COR : plus de 66 000  |
| 2017                                                                | The Code (5e mini-album)                      | - Date de sortie : 7 novembre 2017 - Label : Starship Entertainment    | 1           | 16          | 2           | COR : plus de 169 000 |
| 2018                                                                | The Connect : Dejavu (6e mini-album)          | - Date de sortie : 26 mars 2018 - Label : Starship Entertainment       | 2           | 23          | 2           | COR : plus de 185 000 |
| 2018                                                                | Are You There ? (2e album studio pt.1)        | - Date de sortie : 22 octobre 2018 - Label : Starship Entertainment    | 1           | 7           | 7           | COR : plus de 239 000 |
| 2019                                                                | We Are Here (2e album studio pt.2)            | - Date de sortie : 18 février 2019 - Label : Starship Entertainment    | 1           | 9           | 4           | COR : plus de 253 000 |
| 2019                                                                | Follow : Find You (7e mini-album)             | - Date de sortie : 28 octobre 2019 - Label : Starship Entertainment    | 1           | 9           | 7           | COR : plus de 259 000 |
| 2020                                                                | Fantasia X (8e mini-album)                    | - Date de sortie : 26 mai 2020 - Label : Starship Entertainment        | 2           | 4           | 5           | COR : plus de 270 000 |
| 2020                                                                | Fatal Love (3e album studio)                  | - Date de sortie : 2 novembre 2020 - Label : Starship Entertainment    | 1           | 15          | 11          | COR : plus de 313 000 |
| 2021                                                                | One Of A Kind (9e mini-album)                 | - Date de sortie : 1er juin 2021 - Label : Starship Entertainment      | 3           | 10          | —           | COR : plus de 370 000 |
| 2021                                                                | No Limit (10e mini-album)                     | - Date de sortie : 19 novembre 2021 - Label : Starship Entertainment   | 1           | 34          | —           | COR : plus de 434 000 |
| 2022                                                                | Shape of Love (11e mini-album)                | - Date de sortie : 26 avril 2022 - Label : Starship Entertainment      | 1           | 8           | —           | COR : plus de 453 000 |
| 2023                                                                | Reason (12e mini-album)                       | - Date de sortie : 9 janvier 2023 - Label : Starship Entertainment     | 1           | —           | —           | COR : plus de 438 000 |
| 2025                                                                | The X (13e mini-album)                        | - Date de sortie : 1er septembre 2025 - Label : Starship Entertainment | À venir     | À venir     | À venir     | À venir               |
| "—" indique que l'album n'est pas éligible au classement de ce pays |                                               |                                                                        |             |             |             |                       |

### Albums anglais
| Année | Titre                            | Détails                                                                         | Classements | Classements | Classements | Ventes               |
| Année | Titre                            | Détails                                                                         | JAP         | FRA         | USA         | Ventes               |
| ----- | -------------------------------- | ------------------------------------------------------------------------------- | ----------- | ----------- | ----------- | -------------------- |
| 2020  | All About Luv (1er album studio) | - Date de sortie : 14 février 2020 - Label : Epic Records                       | 18          | 63          | 5           | USA : plus de 50 000 |
| 2021  | The Dreaming (2e album studio)   | - Date de sortie : 10 décembre 2021 - Label : Intertwine, BMG Rights Management | —           | 116         | 21          | USA : plus de 29 500 |

### Albums japonais
| Année | Titre                             | Détails                                                                        | Classements | Ventes               |
| Année | Titre                             | Détails                                                                        | JAP         | Ventes               |
| ----- | --------------------------------- | ------------------------------------------------------------------------------ | ----------- | -------------------- |
| 2018  | Piece (1er album studio)          | - Date de sortie : 25 avril 2018 - Label : Mercury Tokyo/Universal Music Japan | 3           | JAP : plus de 48 000 |
| 2019  | Phenomenon (2e album studio)      | - Date de sortie : 21 août 2019 - Label : Mercury Tokyo/Universal Music Japan  | 2           | JAP : plus de 54 000 |
| 2021  | Flavors Of Love (3e album studio) | - Date de sortie : 5 mai 2021 - Label : Mercury Tokyo/Universal Music Japan    | 2           | JAP : plus de 13 000 |

### Singles
| Année                                                                               | Titre                                  | Meilleures positions | Meilleures positions | Meilleures positions | Album                      |
| Année                                                                               | Titre                                  | COR                  | JAP                  | USA World            | Album                      |
| Coréens                                                                             | Coréens                                | Coréens              | Coréens              | Coréens              | Coréens                    |
| ----------------------------------------------------------------------------------- | -------------------------------------- | -------------------- | -------------------- | -------------------- | -------------------------- |
| 2015                                                                                | Trespass (무단침입)                    | —                    | —                    | 14                   | Trespass                   |
| 2015                                                                                | Rush (신속히)                          | —                    | —                    | 15                   | Rush                       |
| 2015                                                                                | Hero                                   | —                    | —                    | 12                   | Rush                       |
| 2016                                                                                | All In (걸어)                          | —                    | —                    | 6                    | The Clan Pt.1: Lost        |
| 2016                                                                                | Fighter                                | —                    | —                    | 8                    | The Clan Pt.2: Guilty      |
| 2017                                                                                | Beautiful (아름다워)                   | —                    | —                    | 4                    | The Clan Pt.2.5: Beautiful |
| 2017                                                                                | Shine Forever                          | —                    | —                    | 4                    | Shine Forever              |
| 2017                                                                                | Dramarama                              | —                    | —                    | 7                    | The Code                   |
| 2018                                                                                | Jealousy                               | —                    | —                    | 4                    | The Connect : Dejavu       |
| 2018                                                                                | Shoot Out                              | —                    | —                    | 6                    | Are You There ?            |
| 2019                                                                                | Alligator                              | 133                  | 85                   | 5                    | We Are Here                |
| 2019                                                                                | Follow                                 | —                    | 68                   | 5                    | Follow : Find You          |
| 2020                                                                                | Fantasia                               | 117                  | 81                   | 11                   | Fantasia X                 |
| 2020                                                                                | Love Killa                             | 135                  | —                    | 14                   | Fatal Love                 |
| 2021                                                                                | Gambler                                | 118                  | —                    | 5                    | One Of A Kind              |
| 2021                                                                                | Rush Hour                              | 75                   | —                    | 11                   | No Limit                   |
| 2022                                                                                | Love                                   | 67                   | —                    | 10                   | Shape of Love              |
| 2023                                                                                | Beautiful Liar                         | 15                   | —                    | 8                    | Reason                     |
| Anglais                                                                             |                                        |                      |                      |                      |                            |
| 2019                                                                                | Play It Cool (avec Steve Aoki)         | —                    | —                    | —                    | Hors album                 |
| 2019                                                                                | Who Do U Love ? (feat. French Montana) | —                    | —                    | —                    | All About Luv              |
| 2019                                                                                | Someone's Someone                      | —                    | —                    | —                    | All About Luv              |
| 2019                                                                                | Middle of the Night                    | —                    | —                    | —                    | All About Luv              |
| 2020                                                                                | You Can't Hold My Heart                | —                    | —                    | —                    | All About Luv              |
| 2021                                                                                | One Day                                | —                    | —                    | —                    | The Dreaming               |
| 2021                                                                                | You Problem                            | —                    | —                    | —                    | The Dreaming               |
| 2022                                                                                | Late Night Feels (avec Sam Feldt)      | —                    | —                    | —                    | Hors album                 |
| Japonais                                                                            |                                        |                      |                      |                      |                            |
| 2017                                                                                | Hero (Japanese ver.)                   | —                    | 3                    | —                    | Piece                      |
| 2017                                                                                | Beautiful (Japanese ver.)              | —                    | 4                    | —                    | Piece                      |
| 2018                                                                                | Spotlight                              | —                    | 2                    | —                    | Piece                      |
| 2018                                                                                | Livin'it Up                            | —                    | 3                    | —                    | Piece                      |
| 2019                                                                                | Shoot Out (Japanese ver.)              | —                    | 2                    | —                    | Phenomenon                 |
| 2019                                                                                | Alligator (Japanese ver.)              | —                    | 2                    | —                    | Phenomenon                 |
| 2020                                                                                | Wish On The Same Sky                   | —                    | 7                    | —                    | Flavors Of Love            |
| 2020                                                                                | Love Killa (Japanese ver.)             | —                    | 36                   | —                    | Flavors Of Love            |
| 2021                                                                                | Wanted                                 | —                    | 24                   | —                    | Flavors Of Love            |
| "—" indique que le single ne s'est pas classé ou n’est pas sorti dans cette région. |                                        |                      |                      |                      |                            |

## Filmographie

### Dramas
| Année | Chaine        | Série              | Membre(s) | Rôle                       |
| ----- | ------------- | ------------------ | --------- | -------------------------- |
| 2015  | KBS2          | The Producers      | Tous      | Caméo en tant qu'eux-mêmes |
| 2015  | NAVER TV Cast | High-End Crush     | Tous      | Cameo en tant qu'eux-mêmes |
| 2016  | iQiyi         | Goodnight, Teacher | Tous      | Cameo en tant qu'eux-mêmes |
| 2017  | KBS2          | Please Find Her    | Hyungwon  | Ik-Soo                     |
| 2017  | KBS2          | Hit the Top        | Tous      | Cameo en tant qu'eux-mêmes |

### Reality show
| Année     | Chaine                              | Émission                    | Membre                              | Épisodes    | Notes |  |
| --------- | ----------------------------------- | --------------------------- | ----------------------------------- | ----------- | --- |  |
| 2014-2015 | Mnet                                | No.Mercy                    | Tous (+ 6 autres trainees éliminés) | 10 épisodes | Singing Survival Program (décembre–février) |  |
| 2014-2015 | 1theK YouTube Channel               | Deokspatch                  | Tous                                | 10 épisodes | - Tous les trainees de No.Mercy (décembre–février) - Les sept trainees sélectionnés pour débuter en tant que MONSTA X ont été présentés dans le dernier épisode |  |
| 2015      | 1theK YouTube Channel               | DeokspatchX                 | Tous                                | 7 épisodes  | Deokspatch avec uniquement MONSTA X |  |
| 2015      | 1theK YouTube Channel               | DeokspatchX²                | Tous                                | 8 Éépisodes | Seconde saison de DeokspatchX |  |
| 2016      | 1theK YouTube Channel               | Right Now!                  | Tous                                | 6 épisodes  | Similaire aux Deokspatchs |  |
| 2016      | 1theK YouTube Channel               | Deokspatch Time Capsule     | Tous                                | 2 épisodes  | Ouverture des capsules temporelles écrites par les membres juste après les débuts de MONSTA X                                                                   |  |
| 2016      | MBig TV / V App                     | Celebrity Bromance          | Jooheon                             | 6 épisodes  | Saison 5 effectuée avec Jackson (GOT7) |  |
| 2016- ?   | StarshipTV YouTube Channel / V App  | CH.MX                       | Tous                                | En cours    | Épisodes sur le quotidien de MONSTA X |  |
| 2017      | JTBC2 / V App                       | Monsta X-Ray                | Tous                                | 6 épisodes  | Émission avec épreuves diverses |  |
| 2017      | V App                               | No Exit Broadcast           | Tous                                | En cours    | Similaire aux Deokspatchs |  |
| 2017      | JTBC2 / V App                       | Monsta X-Ray 2              | Tous                                | 8 épisodes  | Deuxième saison de Monsta X-Ray |  |
| 2018      | JTBC2 / V App                       | Monsta X-Ray 3              | Tous                                | 8 épisodes  | Troisième saison de Monsta X-Ray |  |
| 2019      | IDOLLIVE[아이돌라이브]              | I Log U - Monsta X in Jeju  | Tous                                | 8 épisodes  | Vacances sur l'ile Jeju |  |
| 2019      | /                                   | Monsta X’s Puppy Day        | Tous                                | 10 épisodes | Émission montrant leurs propres personnalités et charmes tout en interagissant avec les chiots (réalisés en collaboration avec TTG).                            |  |
| 2019      | V App                               | Star Road: MONSTA X         | Tous                                | 24 épisodes | Émission avec épreuves diverses |  |
| 2020      | /                                   | MONSTA X's TWOTUCKBEBE Day  | Tous sauf Joohoney                  | 10 épisodes | Émission avec babysitting |  |
| 2020      | 1theK Originals - 원더케이 오리지널 | 판타지아(FANTASIA)로 컴백한 | Tous                                | 10 épisodes | Émission avec épreuves diverses |  |
| 2020      | Lifetime/ 라이프타임                | gamezone hub                | Tous sauf Shownu                    | 10 épisodes | Émission avec épreuves diverses |  |
| 2020      | 딩고 뮤직 / dingo music             | MONSTA X l Dingo School     | Tous                                | 10 épisodes | Émission avec épreuves diverses |  |
| 2020      | V App                               | MONSTA X ON VACATION        | Tous                                | 10 épisodes | Émission detente |  |
| 2021      | Universe                            | MONSTA X AREA 51: The Code  | Tous                                | 10 épisodes | Émission avec épreuves diverses |  |
| 2021      | Universe                            | MONSTA X REWIEW             | Tous                                | 4 épisodes  | Émission avec épreuves diverses |  |
| 2021      | Universe                            | Speak Out, MONSTA X!        | Tous                                | /           | Émission avec épreuves diverses |  |

## Concerts

### Tournées asiatiques
- MONSTA X The First Live "X-Clan Origins" (2016)

### Tournées mondiales
- The First World Tour - Monsta X Beautiful (2017)
- The Second Wolrd Tour - Monsta X The Connect (2018)
- The Third World Tour - Monsta X We Are Here (2019)

## Récompenses et nominations

### Golden Disk Awards
| Année | Travail nommé       | Titre                  | Résultat   |
| ----- | ------------------- | ---------------------- | ---------- |
| 2016  | RUSH                | Disk Daesang           | Nomination |
| 2016  | Monsta X            | New Artist Award       | Nomination |
| 2016  | Monsta X            | Next Generation Artist | Lauréat    |
| 2017  | The Clan Pt. 1 Lost | Disk Bonsang           | Lauréat    |
| 2018  | The Code            | Disk Bonsang           | Lauréat    |
| 2018  | Monsta X            | Popularity Award       | Nomination |

### MelOn Music Awards
| Année | Travail nommé | Titre                   | Résultat   |
| ----- | ------------- | ----------------------- | ---------- |
| 2015  | Monsta X      | Best New Male Artist    | Nomination |
| 2015  | Monsta X      | 1TheK Performance Award | Lauréat    |

### Mnet Asian Music Awards
| Année | Travail nommé | Titre                                    | Résultat   |
| ----- | ------------- | ---------------------------------------- | ---------- |
| 2015  | Monsta X      | Best New Male Artist                     | Nomination |
| 2015  | Monsta X      | Red Carpet: Next Generation Asian Artist | Lauréat    |
| 2016  | Monsta X      | Red Carpet: Best Of Next Artist Award    | Lauréat    |
| 2016  | All In        | Best Dance Performance - Male Group      | Nomination |

### Seoul Music Awards
| Année | Travail nommé | Titre                        | Résultat   |
| ----- | ------------- | ---------------------------- | ---------- |
| 2016  | Monsta X      | New Artist Award             | Nomination |
| 2016  | Monsta X      | Male Dance Performance Award | Lauréat    |

### Simply K-Pop Awards
| Année | Travail nommé | Titre                      | Résultat |
| ----- | ------------- | -------------------------- | -------- |
| 2015  | Monsta X      | Best Rising Star Boy Group | Lauréat  |

### MBC Music Show Champion Awards
| Année | Travail nommé | Titre                      | Résultat   |
| ----- | ------------- | -------------------------- | ---------- |
| 2015  | Monsta X      | Best Audience Rating Stage | Nomination |

### Global V LIVE Awards
| Année | Travail nommé | Titre                | Résultat |
| ----- | ------------- | -------------------- | -------- |
| 2017  | Monsta X      | Global Artist Top 10 | Lauréat  |